# Dmitrij Stëpuškin
Dmitrij Fëdorovič Stëpuškin (in russo Дмитрий Фёдорович Стёпушкин?; traslitterazione anglosassone Dmitriy Fyodorovich Stepushkin; Voronež, 3 settembre 1975 – Mosca, 30 giugno 2022) è stato un bobbista russo.

## Biografia
Viene ricordato come vincitore di una medaglia di bronzo nella sua disciplina, vittoria avvenuta 
ai campionati mondiali del 2003 (edizione tenutasi a Lake Placid, Stati Uniti d'America) insieme ai connazionali Aleksandr Zubkov, Aleksej Selivërstov e Sergej Golubev. Nell'edizione l'argento andò alla squadra statunitense, l'oro alla Germania. Vinse anche due argenti sempre nella stessa disciplina nel 2005 e nel 2008.